# Antoni Brosa i Vives
Antoni Brosa i Vives (spanisch: Antonio Brosa, * 27. Juni 1894 in La Canonja (Tarragonès); † 23. März 1979 in Barcelona) war ein katalanischer Violinist und Musikpädagoge.

## Leben und Werk
Antoni Brosa begann seine musikalische Ausbildung im Alter von vier Jahren zunächst bei seinem Vater, der musikalischer Leiter einer Kapelle war. Mit acht Jahren ging er an die Acadèmia Ainaud in Barcelona. Er studierte dann bei Mathieu Crickboom in Barcelona. Mit zehn Jahren gab er mit dem Violinkonzert von Johannes Brahms sein erstes öffentliches Konzert in Barcelona. Dieses Konzert brachte ihm ein Stipendium der Stadt Barcelona ein, mit dem er ein Aufbaustudium am Brüsseler Konservatorium absolvieren konnte.
1914 ließ er sich bedingt durch den Ersten Weltkrieg in London nieder, wo sich der größte Teil seiner Karriere abspielte. 1924 gründete er das Quartet Brosa, das bis 1938 bestand. Dem Quartett gehörten Hyam Greenbaum (Violine), Leonard Rubens (Viola) und Anthony Pini (Cello) an. Dieses Quartett wurde vor allen Dingen in den USA bekannt. Brosa führte Konzerttourneen als Solist und auch mit seinem Quartett durch Deutschland, Italien, Frankreich und die USA durch. Er bildete ein Duo mit Mathilde Verne (1924–1927) und später mit Kathleen Long (1948–1966). 1940 gab er die Uraufführung des Violinkonzertes von Benjamin Britten. Im selben Jahr war er für die Erstaufführung des Violinkonzertes von Arnold Schönberg in der BBC verantwortlich. Er spielte vor allen Dingen zeitgenössische Musik.
Antoni Brosa wirkte als Violin-Professor am Royal College of Music in London. Er gab internationale Violin-Meisterkurse in Santiago de Compostela.
Antoni Brosa spielte auf der Stradivari „Vesuvius“ von 1727. Seinen präzisen, warmen Stil verdankte er Mathieu Crickboom und der belgischen Violinschule.

## Privates
Antoni Brosa war seit 1926 mit der Künstlerin Margaret Ethel Dallas, einer Enkelin des britischen Opern- und Oratoriensängers Charles Santley, verheiratet.